# 江口ナオ
江口 ナオ（えぐち ナオ、1974年11月12日 - ）は、日本のタレント、女優。旧芸名、江口 尚（えぐち なお）、江口 尚希（えぐち なおき）。サイアン所属。

## 来歴
1990年代前半はグラビアアイドルとして活躍。後に女優業へシフトチェンジ。崔洋一監督『マークスの山』(1995年）では大胆なヘアヌードシーンを演じ、Vシネマでも活躍した。現在は時代劇や単発ドラマを中心に活躍しているが、オリジナルヌードDVDやヘアヌード写真集、雑誌グラビアのヌードモデルの活動も引き続き行っており、グラマラスな肢体を惜しげもなく晒している。
2008年、お笑いタレントの前田健が『週刊実話』5月22日号にてプロカメラマンデビューする際のモデルとなっている。

## 出演

### 映画
- ミナミの遊侠伝 なんぼのもんやねん（1994年） - クラブママ
- マークスの山（1995年4月22日） - 西山富美子
- 命（2002年9月14日、東映、TBS、フィルムフェイス） - 東由多加の愛人
- スパイ・ゾルゲ（2004年6月14日、東宝） - 外人相手の娼婦
- プッシーキャット大作戦（2004年7月3日、フルメディア＝バイオタイド） - 男好きマリー
- けっこう仮面 MASK OF KEKKOU（2004年2月6日、アートポート） - 仲田詩乃子
- るにん（2006年1月14日） - 元るにん伝蔵の女房お勝
- 女仕事人 SHINOBI（2009年） - 準主役
- 市民ポリス69（2011年3月19日)
- ストリッパー（2012年9月15日） - 主演・朝風小百合（江藤恭子）
- うわこい（2014年5月31日） - 桐嶋ヨミ（主人公の姉）
- 銀座並木通り クラブアンダルシア（2014年9月13日） - 美和（準主演）

### 連続ドラマ
- 硝子のかけらたち（1996年、TBS系） - 森岡翼
- 仮面天使ロゼッタ 第12話（1998年、テレビ東京）- 辻澤千草／毒蛇魔女コブラッド
- 夜逃げ屋本舗（1999年、日本テレビ） - 秘書兼愛人
- 千年王国III銃士ヴァニーナイツ（1999年、テレビ朝日）- カスガ
- 科捜研の女1 第1シリーズ File.7（1999年12月2日、テレビ朝日系） - 藤井由美子[5]
- はぐれ刑事純情派（2000年） ‐ 安井さやか
- 真珠夫人 第15話（2002年、東海テレビ） - 朱美
- 新・夜逃げ屋本舗 第5話（2003年、日本テレビ系） - 福山和子
- ファンタズマ〜呪いの館〜 第11回〜最終回SP（2004年） - 未亡人・美津子
- 危険な関係 第13-18話（2005年、東海テレビ） - 木崎律の情婦
- 純情きらり 第65話（2006年、NHK） - 緑
- ハチロー 第2話（2006年、NHK） - モデル・マノン
- おみやさん 第5シリーズ file3（2006年、テレビ朝日系） - エステサロン経営者・辻井典子
- 花衣夢衣 第28-30,32,34-36話（2008年、東海テレビ） - バー「小夜」のママ・波江
- その男、副署長〜京都河原町署事件ファイル〜 第10話（2008年9月、テレビ朝日）
- 最高の人生の終り方〜エンディングプランナー〜 最終話（2012年、TBS系） - 大林恭子

### 単発ドラマ
- 月曜ドラマスペシャル「痛快!バツイチ・トリオ 女だけの便利屋事件簿3」（TBS、1999年） - ゲスト準主演
- 土曜ワイド劇場
  - 「ジャンボ宝くじ 1億5千万が当たった女!連続殺人」（1999年6月19日） - 真弓
  - 「新・赤かぶ検事奮戦記 8　飛騨白川郷映画ロケ殺人」（1999年、ABC・松竹） - セクシー女優
  - 「タクシードライバーの推理日誌15」（2001年） - 田之倉和代
  - 「京都の女庭師 風水ガーデニング探偵さくら子」（2002年）
  - 「フリー女子アナの殺人リポート」（2004年） - 新庄茜（愛人）
  - 「華麗なる復讐」（2004年） - 沢井百合
  - 「美人三姉妹の推理旅行2」（2007年、イマジカ） - 看護師・勝呂亜佐美
  - 「獣医五十海七緒の殺人カルテ」（2007年12月） - エステティシャン・泉川アヤ
  - 「森村誠一の棟居刑事 - 青春の雲海－失踪の夫は二度死ぬ？」（2008年11月8日） - 七条百合子
  - 「山村美紗サスペンス『狩矢父娘シリーズ10 京都お茶会殺人事件』」（2009年5月2日） - 芸妓・若菜
  - 「タクシードライバーの推理日誌32」（2013年） - 飯塚社長の妻
- はぐれ刑事純情派
  - 第306話（2000年）、第395話 - 愛人・田口ヒトミ
  - はぐれ刑事純情派スペシャル さよなら里見刑事!視姦!?覗かれた真犯人（2003年） - 石井佳那（ゲスト準主演）
- 火曜サスペンス劇場「新・女検事 霞夕子 18　心の天使」（日本テレビ、2001年）
- 月曜ミステリー劇場「おばさん会長・紫の犯罪清掃日記 ゴミは殺しを知っているシリーズ4」（TBS、2003年）
- 水曜ミステリー9
  - 「リオ〜水曜日の殺人者」（2004年、テレビ東京） - ホステス・太田美鈴
  - 「飛騨高山・老舗酒蔵連続殺人事件」（2005年、ユニオン映画） - ママ・ルミ
  - 「鉄道警察官・清村公三郎9」（2012年） - 富永友里
  - 「信州山岳刑事 道原伝吉3」（2015年テレビ東京） - ホステス・竹山昌子
- 月曜ゴールデン
  - 「監察官沢木穂乃歌II　悪の断層」（2005年）
  - 「夜の終わる時」（2007年、TBS・ワークス特別企画） - BARストークのママ
  - 「万引きGメン・二階堂雪16　美顔・カリスマ美容師」（2007年、TBS・ユニオン映画） - 内縁の妻・須藤美紀
- 女と愛とミステリー「破弾」（2005年、テレビ東京、東北新社）
- 恋のから騒ぎドラマスペシャルIII（日本テレビ、2006年）
- 牙狼〈GARO〉スペシャル 白夜の魔獣（ファミリー劇場、2006年）
- 特命係長 只野仁スペシャル'08（2008年、テレビ朝日）
- 死命（2019年、テレビ朝日）

### 時代劇
- 殿さま風来坊隠れ旅 第13話（1994年、テレビ朝日・東映）
- 銭形平次 第5シリーズ 第6話「遠眼鏡の中の女」（1995年、フジテレビ） - およし
- NHK大河ドラマ「八代将軍 吉宗」（1995年、NHK） - 小さん
- 暴れん坊将軍（ANB・東映）
  - 暴れん坊将軍VI
    - 第18話「母恋い人形、やじろべえ」（1995年） - お末
    - 第36話「鬼同心が泣いた夢」（1995年） - お種

  - 暴れん坊将軍IX 第24話「涙の上州路 誉れの仇討ち」（1999年）
- 水戸黄門（TBS / C.A.L）
  - 第24部 第26話「女地獄の大掃除 -韮崎-」（1996年） - おこう※ 江口尚希名義
  - 第27部 第26話「救って下さい! 母子地蔵さま -追分-」（1999年） - おうめ ※江口尚名義
- 大岡越前 第14部 第19話「無情に泣いた愛の折鶴」（1996年10月28日、TBS・C.A.L） - お葉
- 隠密奉行朝比奈 第1シリーズ 第6話「越前竹人形の秘密」（1998年、フジテレビ・東映） - 千景
- 盤嶽の一生 第6話「流れ者」（2002年、フジテレビ・映像京都） - お信
- 金曜時代劇「蝉しぐれ」第3話（2004年、NHK） - 石栗つる
- 銭形平次2 第2話（2005年、テレビ朝日・東映） - 矢場経営者おらく
- NHK正月時代劇「堀部安兵衛」（2006年）
- 木曜時代劇
  - 次郎長背負い富士 第1・2話（2006年）
  - 陽炎の辻〜居眠り磐音 江戸双紙〜 第4話（2007年、NHK） - 芸者
- よろずや平四郎活人剣 第6話（2007年、テレビ東京・松竹） - 売春宿のおかみ・おくみ
- 素浪人 月影兵庫 第4話（2007年、テレビ朝日・東映） - 不知火一味・お駒
- 幻十郎必殺剣 第1回2時間スペシャル（2007年、テレビ東京・東映） - 酌婦・およう
- 土曜時代劇「オトコマエ!」 第1話(2008年、NHK）
- BS時代劇「陽だまりの樹」 第3話(2012年、NHK BSプレミアム） - 十三奴

### Vシネマ
- バカヤロー!V2 私、問題です（1994年）
- おんな犯科帖 江戸拷問刑罰抄（1994年、キングレコード株式会社） - およう
- デカ玉金助三郎2（1994年）
- どチンピラ14 鉄砲玉の情事（1995年、セイヨー、ジーダス） - 香苗
- 監獄女医（1997年、松竹） - 真理（看護婦）
- 新 第三の極道 9 ～裏盃・流血の掟～（1999年） - アケミ（ホステス）
- ゼロウーマン 最後の指令（1999年、マクザム・ビジョンスギモト）
- サギ師一平2（2000年、アンカービジュアル・オフィス点） - 山城沙代子（山北商事社長の娘）
- エロティックスローター 唇に銃口 (2000年)
- 呪女 MOROIME (2000年)
- 女形気三郎2（2001年、松竹） - 殺し屋
- 新・ヤンママトラッカー 激突！夢街道編（2001年） - ストリッパー
- 秘書 papillon's love（2001年）
- 本気!19 郷愁編（2001年、フルメディア・日本映像） - ゲスト主演
- ザ・代紋3（2002年、アンカービジュアル） - ゲスト主演
- 実録・日本極道列伝 極道者 第2話 モガスケ（2002年、タキ・エクスェレントフィルム） - 主演
- HOKURO 〜百発病伝説〜（2003年、ミュージアム・アースドリーム） - ゲスト出演
- けっこう仮面 マングリフォンの逆襲（2004年） - 仲田詩乃子
- 女囚Σ（2006年、ミュージアム）
- 機械仕掛けのレースクイーン（2006年） - 元・レースクィーン（準主演）
- くりいむレモン またの日の亜美（2006年）
- 万華鏡（2008年） - 鈴木美沙
- 仁義のはらわた（2016年） - チエコ（スナックのママ）
- 列島分裂 東西10年戦争（2016年） - 中山総業高橋の女
- 首都抗争（2017年） - さゆり（クラブホステス）
- 覇者の掟（2018年） - カスミ
- GOKU・OH 極王（2019年） - アサミ（三代目阪田組二代目南友会理事長小池辰也の妻）

### CM
- 野村證券 大邸宅編（2007年6月-2008年5月）

### ネットドラマ
- 雪女（2003年） - 主演
- 筒井康隆のエロティックな総理 第2話「だばだば杉」（2006年、GyaO） - 主演

### 舞台
- 女帝（2018年5月、CBGKシブゲキ!!）
- 悪い女は爪を伸ばす 伊香保温泉編（2023年5月、銀座 博品館）

## 作品

### 写真集
- 江口尚希ファースト写真集 東京の女（1993年、ワニブックス、撮影：奥舜）ISBN 978-4847023392
- 江口尚希写真集 アンサボレゴ（1994年、竹書房、撮影：野村誠一）ロサンジェルスロケ ISBN 978-4884759117
- BOND PHOTOBOOK2〜江口ナオ写真集（2002年、大洋図書、撮影：山岸伸）ロサンジェルスロケ ISBN 978-4813000846

関連写真集
- EXS3（エックス）『Merveille（メルヴェイユ）』（1999年、音楽専科社、撮影：清水清太郎）サイパンロケ
江口尚＋海真澄＋森崎めぐみの3人からなるIカップ、Fカップ、Fカップ＝21世紀志向の新感覚セクシーグループユニット「EXS3（エックス）」のファースト写真集。
- 喪服の女（2002年、双葉社、撮影：平地勲）
女優4人（江口ナオ、仲谷かおり、長嶋玲子、横須賀よしみ）が演じる究極の和風エロティシズム。

### DVD
- BODY ATTACK（2003年）
- エロス+廃墟（2006年、監督：田中昭二）